# Wohn- und Geschäftshaus Lange Straße 41
Das Wohn- und Geschäftshaus Lange Straße 41 in Delmenhorst - Mitte, Lange Straße, stammt vom 1881. Hier hat der Weser-Kurier aus Bremen mit dem Delmenhorster Kurier ein Redaktionshaus.
Das Bauwerk steht als Teil der Ensembles Wohnhausgruppe Lange Straße II ist ein Baudenkmal in Delmenhorst.

## Geschichte
Das zweigeschossige Haus mit einem Mansarddach wurde 1881 für den Fotografen Diedrich Kassens gebaut und ab 1883 als Photographie-Atelier sowie danach auch von seiner  Tochter Else Oeckermann als Atelier genutzt. Nach mehreren weiteren Nutzern bezog im Dezember 1985 der Delmenhorster Kurier das Haus. Das Blatt des Weser-Kuriers berichtete zuvor schon 14 Jahre aus Delmenhorst.
Vor dem Haus steht die Skulptur Nilpferd/Flusspferd aus Granit von 1987 vom Delmenhorster/Hamburger Bildhauer Klaus Kütemeier (1939–2013).